# Hauptwerk
Hauptwerk is een geavanceerde softwaresampler voor een virtueel pijporgel, genoemd naar de Duitse benaming van het hoofddeel van een pijporgel, het hoofdwerk. Het programma werd ontwikkeld door de wiskundige Martin Dyde, destijds eigenaar van het bedrijf Crumhorn Labs Ltd. in Birmingham. Dit bedrijf werd opgericht in 2006 na de release van versie 2.0.

## Geschiedenis
Versie 1.0 ontstond in 2004. In 2008 werd het programma overgenomen door Brett Milan, eigenaar van het Amerikaanse softwarebedrijf annex opnamestudio Milan Digital Audio. Martin Dyde trad in dienst van Milan Digital Audio als programmeur. In 2011 werd versie 4.0 uitgebracht. Van deze versie bestaat ook een gratis versie, welke in functionaliteit enigszins is beperkt. In juni 2015 is de update versie 4.2.1 uitgebracht. Deze bevat belangrijke oplossingen. In december 2019 is versie 5.0 uitgebracht. Deze versie bevat een aantal belangrijke verbeteringen, zoals de mogelijkheid om convolutie nagalm toe te voegen. Voor de gratis versie van Hauptwerk die in versie 4 nog wel beschikbaar was, is het opensourceprogramma GrandOrgue in de plaats gekomen.

## Techniek
Om Hauptwerk te kunnen gebruiken, moet er vooraf een zogenaamde sampleset worden geladen. Bij de ontwikkeling van een sampleset worden alle pijpen van een bestaand pijporgel met hoogwaardige opnameapparatuur opgenomen, verdeeld per register en klavier. De geluidsopname per pijp bestaat uit een kort geluidsfragment van 2 tot 10 seconden. Dit geluidsfragment heet een sample. Hauptwerk bootst vervolgens de levendigheid van het originele orgel na. Onder andere door gebruik van algoritmes die de winddruk van het pijporgel nabootsen, is het effect, afhankelijk van het register, het aantal toetsaanslagen en de snelheid van de gespeelde noten van invloed op de levendigheid van het geluid. De sampleset wordt geladen in het werkgeheugen van de pc. Het benodigde werkgeheugen is afhankelijk van de grootte van de sampleset en daarbij het aantal te laden registers. In de praktijk neemt een kleine sampleset 2 tot 16 gigabyte in beslag en momenteel (2015) worden er samplesets gemaakt die 64 of zelfs 128 gigabyte in beslag nemen.
Het gebruik van de multi-release samples en meervoudige loops, zogenaamde multiloops, zorgen samen met de oorspronkelijke akoestiek van de ruimte voor een hoge mate van authenticiteit. Hauptwerk wordt volledig door MIDI bestuurd. Een foto-realistische animatie van de originele speeltafel maakt het mogelijk om de registers op het scherm of via een touchscreen in- en uit te schakelen, waarbij besturing via MIDI tevens mogelijk is. 
Om het programma in te richten en aan te sluiten op een orgel of keyboard met MIDI, is een basiskennis van MIDI essentieel. Voor het gebruik van Hauptwerk is een MIDI-compatible keyboard of orgel, een MIDI-interface en een snelle pc met voldoende werkgeheugen en een (meerkanaals)geluidskaart noodzakelijk. 
Op dit moment zijn vele samplesets voor Hauptwerk beschikbaar, waaronder belangrijke instrumenten van Arp Schnitger, Albertus Antoni Hinsz, Gottfried Silbermann, William Sauer, Aristide Cavaillé-Coll en Van Dam.
Een gratis opensource orgelsampler, ontwikkeld vanuit een eerdere versie van Hauptwerk, is het opensourceprogramma GrandOrgue (ontwikkeld voor Linux, Windows en macOS). Ook zijn voor GrandOrgue veel gratis samplesets beschikbaar.